# Про дивацтва любові (фільм, 1936)
«Про дивацтва любові» — радянський чорно-білий музичний кінофільм, поставлений в 1936 році режисером Яковом Протазановим за сценарієм Бориса Гусмана і Анатолія Марієнгофа.

## Сюжет
Дві подруги, які приїхали на відпочинок до Криму, знайомляться з молодими хлопцями і закохуються в них. Один з них видається планеристом, хоча насправді є поетом, а інший (планерист) видає себе за поета. Це призводить до безлічі смішних ситуацій.

## У ролях
- Ніна Алісова — Ірина
- Валентин Попцов — Костянтин Берг, планерист
- Катерина Борисова — Маша
- Ігор Малєєв — Олексій Грибов, поет
- Михайло Климов — товстун
- Тетяна Струкова — дружина товстуна
- Олена Савицька — виконавиця частівок
- Петро Савін — гармоніст санаторію
- Володимир Попов — масовик-витівник
- Олександр Роу — ведучий концерту
- Ангеліна Бєлая — виконавиця частівок
- Сергій Прянишников — глядач на концерті
- Іван Пельтцер — рибалка

## Знімальна група
- Режисер — Яків Протазанов
- Сценаристи — Борис Гусман, Анатолій Марієнгоф
- Оператор — Петро Єрмолов
- Композитор — Давид Блок
- Художник — Сергій Козловський